# سیارک آموری

گروه سیارک‌های آموری (به رنگ سبز)

سیارک‌های آموری (به انگلیسی: Amor asteroid) یک گروه از اجسام نردیک زمین هستند که نام خود را از سیارک آمور ۱۲۲۱ گرفته‌اند. آنها از پشت به مدار زمین نزدیک می‌شوند ولی از آن عبور نمی‌کنند. بیشتر این سیارک‌ها از مدار مریخ رد می‌شوند. دو قمر مریخ، دیموس و فوبوس، احتمالاً سیارک‌های آموری بوده‌اند که به وسیلهٔ گرانش مریخ به اسارت درآمده‌اند.
این سیارک‌ها با قطر کمتر از ۳۰ کیلومتر، همه کوچکند. معروفترین آنها اروس ۴۳۳ است. این سیارک در اوایل قرن بیستم برای تعیین طول واحد نجومی مورد استفاده قرار گرفت. در نزدیکترین موقعیت به زمین، فاصلهٔ آن تنها ۲۰ میلیون کیلومتر است. برخی از این سیارک‌ها ممکن است بقایای دنباله‌دارهای کوتاه‌دوره باشند که همهٔ عناصر فرار خود را از دست داده‌اند.

## آمورهای معروف[۴]
| Name       | Year | Discoverer         |
| ---------- | ---- | ------------------ |
| سیارک ۳۹۰۸ | ۱۹۸۰ | Hans-Emil Schuster |
| سیارک ۱۲۲۱ | ۱۹۳۲ | یوجین جوزف دلورت   |
| سیارک ۱۰۳۶ | ۱۹۲۴ | والتر باده         |
| سیارک ۸۸۷  | ۱۹۱۸ | ماکس ولف           |
| سیارک ۷۱۹  | ۱۹۱۱ | یوهان پالیسا       |
| سیارک ۴۳۳  | ۱۸۹۸ | Gustav Witt        |